# Specnaz
Specnaz (rusko спецназ; polni naziv je Vojska specialnava naznačenija - Войска специального назначения) je bila sovjetska tajna specialna sila, ki je bila pod neposrednim poveljstvom GRU-ja.

## Organizacija
Specnaz je bil sestavljen iz:
- 16 brigad kopenske vojske
- 4 marinske brigade
- 41 samostojnih čet
- neznano število posebnih polkov (npr. anti-VIP)

## Rekrutacija in urjenje
Postopek selekcije je bil (in je verjetno še vedno) izredno zahteven.
Vsakega kandidata so najprej preverili glede bojne pripravljenosti, značaja, sposobnosti za tako delo in tudi glede političnega mišljenja.
Kandidate so izbirali največ med naborniškimi vojaki, ki so kazali kakšne posebne kvalitete (npr. fizične sposobnosti, vodstvena znanja, ...), pa tudi med atleti, izobraženci in v manjši meri celo med čisto običajnimi netreniranimi ljudmi (po navadi tujci), ki niso kazali znakov povezave s kakšno tajno službo in niso imeli povezave s komunizmom. Take so uporabljali za agente in vohune, ker niso bili videti sumljivi. Taki agenti bi ob morebitni infiltraciji pripadnikov specnaza v njihovo državo le-tem nudili tudi pomoč in skrivališče.
Kandidati so morali prenašati izredne napore, kot npr. potapljanje in delo pod vodo brez dihalnih aparatov, večtedensko urjenje preživetja v naravi v ekstremnih klimatskih pogojih brez zveze s komerkoli, odtegovanje spanja, plazenje po bazenih in nizkih tunelih, polnih krvi in drobovja, itd. 
Že ob prihodu so bili rekruti deležni tudi napadov med spanjem, podtikanja strupenih kač in podgan v postelje in čevlje, spopadov s hudimi psi, ognja in ostalih podobnih preizkusov.

## Delovanje
Specnaz je deloval med zasedbo Češkoslovaške leta 1968 ter med sovjetsko-afganistansko vojno.
Po propadu ZSSR je Specnaz ostal nedotaknjen v strukturi Rusije.
Med 12 do 16 specnazovcev je leta 1994 delovalo v Vojski Jugoslavije kot inštruktorji in svetovalci za izboljšanje stanja v srbskih oboroženih silah.